# ماركوس ميلنر (لاعب كريكت)
ماركوس ميلنر (16 أبريل 1864 - 16 يناير 1939) (بالإنجليزية: Marcus Milner)‏ هو لاعب كريكت بريطاني (وحمل سابقاً جنسية المملكة المتحدة لبريطانيا العظمى وأيرلندا).